# Buchneria
Buchneria is een mosdiertjesgeslacht uit de familie van de Bryocryptellidae en de orde Cheilostomatida. De wetenschappelijke naam ervan is in 1957 voor het eerst geldig gepubliceerd door Harmer.

## Soorten
- Buchneria rhomboidalis (Ortmann, 1890)
- Buchneria teres (Ortmann, 1890)
- Buchneria variabilis (Androsova, 1958)

Niet geaccepteerde soorten:
- Buchneria dofleini (Buchner, 1924) → Buchneria teres (Ortmann, 1890)
- Buchneria fayalensis (Waters, 1888) → Galeopsis fayalensis (Waters, 1888)
- Buchneria sinuata Harmer, 1957 → Osthimosia sinuata (Harmer, 1957)